# Lasiogyia
Lasiogyia és un gènere monotípic d'arnes de la família Crambidae descrit per George Hampson el 1907. Conté només una espècie, Lasiogyia xanthozonata, descrita pel mateix autor el mateix any, que es troba a Nova Guinea.